# Segunda Batalha de Ypres
A Segunda Batalha de Ypres, ou, na sua forma portuguesa, de Ipres, foi na verdade, uma série de batalhas ocorridas entre 22 de abril e 25 de maio de 1915, em que se enfrentaram as tropas da França, Reino Unido, Austrália e Canadá contra o Império Alemão.
Foi a primeira batalha em que foi utilizado gás mortífero para fins militares. As forças alemãs lançaram gás clorídrico asfixiante contra as tropas Aliadas, embora este fato não tenha sido decisivo para o resultado da batalha. Também foi a primeira vez em que uma força colonial (canadenses e australianos) enfrentava uma potência europeia em solo europeu.

## Batalhas
Nas Batalhas de Ypres, de 1915, seis combates envolvendo o Segundo Exército foram registrados, quatro durante a Segunda Batalha (22 de abril a 25 de maio).
- Batalha de Gravenstafel: quinta-feira, 22 de abril - sexta-feira, 23 de abril
- Batalha de St. Julien: sábado, 24 de abril - terça-feira, 4 de maio
- Batalha de Frezenberg: sábado, 8 de maio - quinta-feira, 13 de maio
- Batalha de Bellewaarde: segunda-feira, 24 de maio - terça-feira, 25 de maio